# Beate Braun
Beate Braun (* 1955; † 22. Mai 2009 in Biberach an der Riß) war eine deutsche Rechtswissenschaftlerin.

## Leben
1988 wurde Beate Braun für die Professur Rechtswissenschaften an die Hochschule Biberach berufen und lehrte den Studierenden die allgemeinen Rechtswissenschaften. Zuvor war sie zwei Jahre als Anwalt tätig sowie Leiterin der zentralen Rechtsabteilung und Prokuristin eines weltweit tätigen Konzerns. Ihre Studienschwerpunkte waren Bürgerliches Recht, Handelsrecht und Gesellschaftsrecht. Von 1989 bis zu ihrem Tod leitete Braun das Prüfungsamt der Hochschule. 1994 wurde sie darüber hinaus in das Amt der Dekanin gewählt. Sie war zudem Frauenbeauftragte der Hochschule und setzte sich für die Chancengleichheit für Frauen und Männer im wissenschaftlichen Bereich der Hochschule Biberach ein.

## Auszeichnungen
1996 wurde sie für ihre didaktischen Fähigkeiten in ihrem Lehrgebiet mit dem Landeslehrpreis ausgezeichnet.